# Síndrome de Kearns-Sayre
La síndrome de Kearns-Sayre és una malaltia mitocondrial.
Fou descoberta als anys 1950 per Thomas Kearns i George Sayre.

## Clínica
- Retinitis pigmentària
- Oftalmoparèsia
- Trastorns de la conducció cardíaca